# 应急总医院
应急总医院是位于中华人民共和国北京市朝阳区的三级综合性医院，为中华人民共和国应急管理部所属事业单位，前身为煤炭总医院。
应急总医院承担了应急医学救援、国际医疗救援等职责，参与组成了中国救援队。

## 历史沿革
1987年，国家计划委员会批准兴建煤炭总医院。1993年10月，煤炭总医院成立，为煤炭工业部直属事业机构。
1998年，煤炭工业部撤销，煤炭总医院划归国家安全生产监督管理局。2005年，国家安全生产监督管理局升格为国家安全生产监督管理总局。
2001年，中央编办批准在煤炭总医院设立“国家安全生产监督管理局（国家煤矿安全监察局）矿山医疗救护中心”。2005年，更名为“国家安全生产监督管理总局矿山医疗救护中心”。
2018年，应急管理部组建，煤炭总医院划归应急管理部管理。2019年1月，更名为应急总医院。
2021年，应急管理部、国家卫生健康委决定依托应急总医院组建国家应急医学研究中心。

## 业务

### 矿山医疗救护
国家安全生产监督管理总局矿山医疗救护中心于2002年组建，与煤炭总医院为一个机构两块牌子，下设42个省级分中心，承担建设全国矿山医疗救护体系、指导实施矿难伤员医疗救护等方面的工作。

### 应急医学救援
应急总医院为中国救援队三家组成单位之一，参与了中国救援队各次救援行动和能力评测，包括2019年3月中国救援队赴莫桑比克参与气旋伊代救援、2019年10月接受联合国重型救援队能力评测等。
2021年7月河南水灾期间，应急总医院根据应急管理部部署，派出医疗救援队前往消防救援队伍驻地开展医疗巡诊。